# 우조 (판소리)
우조(羽調)는 판소리·산조에 쓰이는 조의 하나다.
판소리에 쓰이는 우조는 정악(正樂)의 음악적 특징을 받아들여 판소리 가락화한 것으로, 음 구성과 가락형은 정악의 가락에 가깝다. 우조로 부르는 가락의 느낌은 꼿꼿하고 우아하며 호탕하다. 따라서 판소리 사설의 내용에 남성적인 주인공을 그린다든가 화평정대한 장면에 우조 가락을 쓴다. 우조로 부르는 유명한 대목은 <춘향가>의 적성가(赤城歌)·긴사랑가·박석틔, <심청가>의 장승상댁 가는 데·범피중류, <흥보가>의 도사 집터 잡는 데, <적벽가>의 도원 결의·조조 군사 조련하는 데 등이 있다.